# ウィークエンドモーニングショー
『ウィークエンドモーニングショー』は、1966年4月2日から1969年12月27日までNETテレビ（現・テレビ朝日）系列局ほかで放送された毎日放送制作の土曜日朝のワイドショー・情報番組である。『奈良和モーニングショー』の土曜版として放送された。放送時間は毎週土曜日 8:30 - 9:30（JST）。
関西ローカルで放送されていた『ウィークエンドショー』を全国ネットに昇格させる形で放送が開始された、在阪発の土曜朝のワイドショーの草分け的番組である。

## 出演者
- 八木治郎[1] - メイン司会。後継番組『八木治郎ショー』でも司会を続投。
- 浪花千栄子[1] - サブ司会。1966年3月まで出演。
- 水谷百代 - サブ司会。1967年4月から出演。
- 加藤登紀子[1] - サブ司会。1968年10月から出演。
- 永六輔 - コーナーレギュラーとして出演。

## ネット局
系列は当時の系列。
| 放送対象地域 | 放送局                       | 系列                                 | 備考                                    |
| ------------ | ---------------------------- | ------------------------------------ | --------------------------------------- |
| 近畿広域圏   | 毎日放送                     | NETテレビ系列 （現・テレビ朝日系列） | 制作局                                  |
| 関東広域圏   | NETテレビ （現・テレビ朝日） | NETテレビ系列 （現・テレビ朝日系列） |                                         |
| 北海道       | 北海道放送                   | TBS系列                              | 1968年11月まで放送                      |
| 北海道       | 北海道テレビ                 | NETテレビ系列                        | 1968年12月から放送                      |
| 青森県       | 青森放送                     | 日本テレビ系列                       |                                         |
| 岩手県       | テレビ岩手                   | 日本テレビ系列 NETテレビ系列         | 1969年11月の試験放送開始から2か月間放送 |
| 宮城県       | 東北放送                     | TBS系列                              |                                         |
| 秋田県       | 秋田放送                     | 日本テレビ系列                       |                                         |
| 山形県       | 山形放送                     | 日本テレビ系列                       |                                         |
| 福島県       | 福島テレビ                   | 日本テレビ系列                       |                                         |
| 山梨県       | 山梨放送                     | 日本テレビ系列                       |                                         |
| 新潟県       | 新潟放送                     | TBS系列                              |                                         |
| 長野県       | 信越放送                     | TBS系列                              |                                         |
| 静岡県       | 静岡放送                     | TBS系列                              |                                         |
| 富山県       | 北日本放送                   | 日本テレビ系列                       | 初回から放送                            |
| 石川県       | 北陸放送                     | TBS系列                              | 1966年5月7日から放送                    |
| 福井県       | 福井放送                     | 日本テレビ系列                       | 初回から放送                            |
| 中京広域圏   | 名古屋テレビ                 | 日本テレビ系列 NETテレビ系列         |                                         |
| 鳥取県       | 日本海テレビ                 | 日本テレビ系列                       | 当時の放送エリアは鳥取県のみ            |
| 島根県       | 山陰放送                     | TBS系列                              | 当時の放送エリアは島根県のみ            |
| 広島県       | 中国放送                     | TBS系列                              |                                         |
| 山口県       | 山口放送                     | 日本テレビ系列                       |                                         |
| 徳島県       | 四国放送                     | 日本テレビ系列                       | 1966年7月9日から放送                    |
| 香川県       | 西日本放送                   | 日本テレビ系列                       | 当時の放送エリアは香川県のみ            |
| 愛媛県       | 南海放送                     | 日本テレビ系列                       |                                         |
| 高知県       | 高知放送                     | 日本テレビ系列                       |                                         |
| 福岡県       | 九州朝日放送                 | NETテレビ系列                        |                                         |
| 長崎県       | 長崎放送                     | TBS系列                              |                                         |
| 熊本県       | 熊本放送                     | TBS系列                              |                                         |
| 大分県       | 大分放送                     | TBS系列                              |                                         |
| 宮崎県       | 宮崎放送                     | TBS系列                              |                                         |
| 鹿児島県     | 南日本放送                   | TBS系列                              |                                         |
| 琉球政府     | 琉球放送                     | TBS系列                              | 当時は米国の施政下                      |